# Aydındere, Bulancak
Aydındere là một thị trấn thuộc huyện Bulancak, tỉnh Giresun, Thổ Nhĩ Kỳ. Dân số thời điểm năm 2011 là 2.171 người.